# Pulmonell eosinofili
Pulmonell eosinofili eller lungeosinofili är samlingsbegrepp för en grupp inflammatoriska lungsjukdomar som i vävnaderna har många eosinofila blodkroppar (även kallade eosinofila granulocyter). Till denna grupp hör allergisk bronkopulmonell aspergillos, Löfflers syndrom, kronisk pulmonell eosinofili, tropisk pulmonell eosinofili och Churg-Strauss syndrom (EGPA),